# ラビスタ横須賀観音崎テラス
ラビスタ横須賀観音崎テラス（ラビスタよこすかかんのんざきテラス）は、神奈川県横須賀市の観音崎に近い海岸沿いに位置するリゾートホテル。
建物は京浜急行電鉄が所有。「観音崎京急ホテル」として京急グループの株式会社観音崎京急ホテルが運営していたが、2022年（令和4年）9月30日に営業を終了した。
2023年（令和5年）8月4日、京浜急行電鉄が引き続きオーナーを務め、共立メンテナンスが運営を行うリゾートホテル「ラビスタ観音崎テラス」としてリニューアルオープンした。温浴施設「SPASSO」（スパッソ）を引き継いでいる。
2025年5月1日に現在の名称に変更された。

## 施設

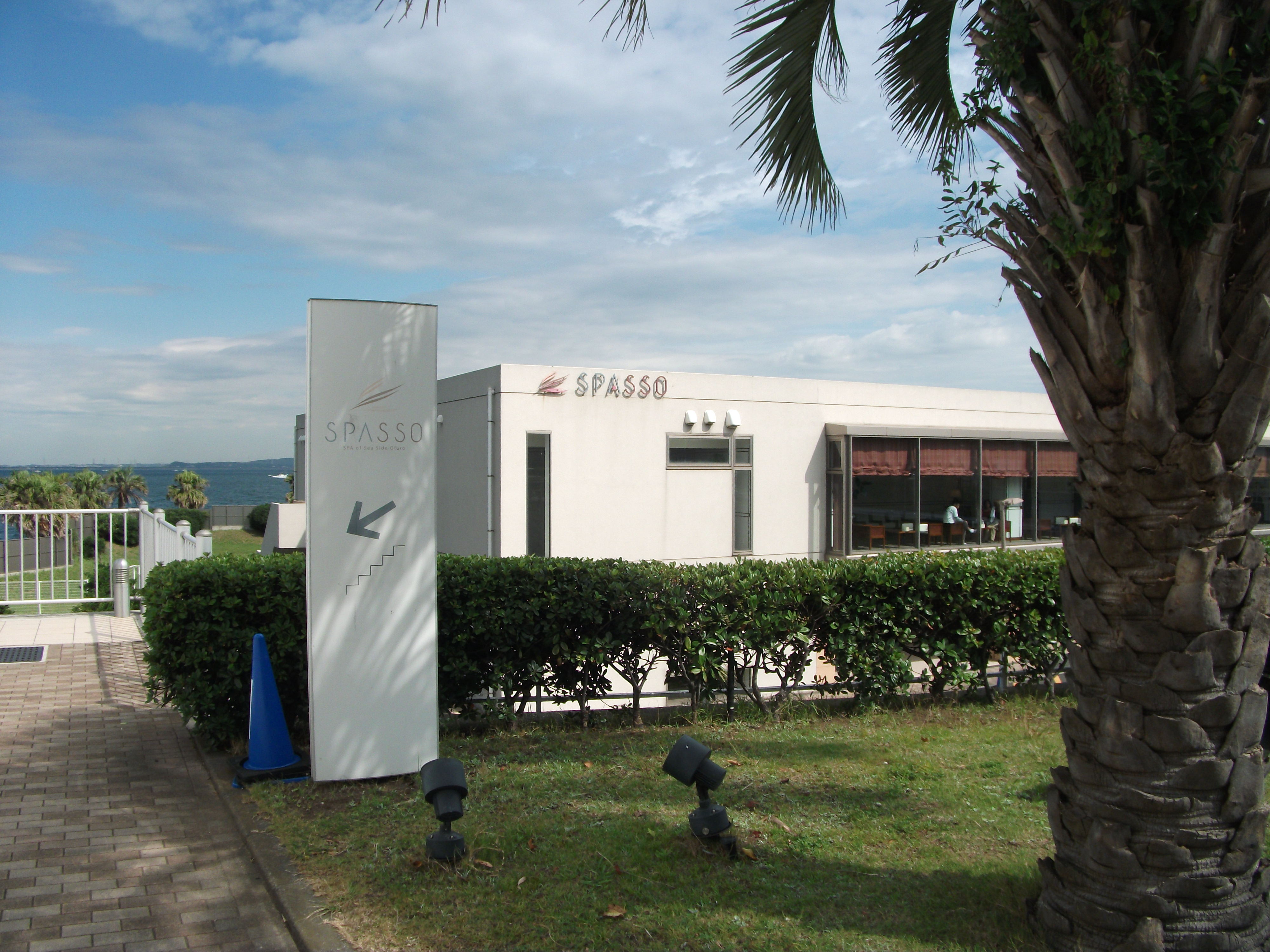
SPASSO

- 客室数 - 全75室（ホテル棟60室、グランピング15室）[1]
- 温浴施設「SPASSO」[6]
  - 「観音崎京急ホテル」から引き継いだ。開業当初は海洋深層水を使用していた。2020年4月からホテル京急油壺観潮荘で涌出した油壺温泉の湯を輸送して使用している[7]。
  - 油壺温泉の泉質はナトリウム塩化物温泉である[1]。
  - 2023年8月（オープン時）現在、宿泊者のみ利用可となっている[6]。
- レストラン
- 屋外プール
- 録音スタジオ「観音崎マリンスタジオ」

など

## 沿革
- 1984年（昭和59年）9月20日 - 株式会社観音崎京急ホテルの前身となる、ホテル京急株式会社を設立[10]する。現在の株式会社ホテル京急とは別法人である。
- 1985年（昭和60年）7月20日 - 観音崎京急ホテルを開業する。
- 2005年（平成17年）6月19日 - SPASSOを開業[11]する。
- 2011年（平成23年）
  - 7月14日 - 客室を改装する。
  - 9月24日 - 電気室から出火して営業を休止するも、SPASSOは9月30日、レストランは10月25日、宿泊は11月1日にそれぞれ営業を再開した[12][13]。
- 2020年（令和2年）4月17日 - 油壺温泉の天然温泉[7]を導入した。
- 2022年（令和4年）9月30日 - 営業終了[14][3][4]。
- 2023年（令和5年）8月4日 - リゾートホテル「ラビスタ観音崎テラス」としてリニューアルオープン[2]。